# Aldo Lučev
Aldo Lučev zvan Sablja (1. srpnja 1957. – 5. rujna 2008.), hrvatski branitelj i visoki vojni zapovjednik

## Životopis
Rodio se je 1957. godine. Vojničku naobrazbu stekao je u Legiji stranaca. Bruno Zorica — Zulu je po povratku se nakon Pustinjske oluje lipnja 1991. godine suočio se s izvjesnošću da će izbiti velikosrpska agresija na Hrvatsku, Počeo održavati kontakte s Hrvatskom i okupljati Hrvate u Legiji: bili su to Aldo Lučev, Miljenko Šimićević Slave, Joža Kamenar, Željko Glasnović, Stanko Krešo i Pero Vincetić, pa i tada već umirovljeni legionar Ilija Tot. Nisu čekali završetak procedure izlaska iz Legije jer situacija je bila hitna te je sa skupinom Hrvata napustio Legiju i vratili su se dvama automobilima u Hrvatsku. Pridružio se je novoosnovanoj postrojbi OS RH za posebne namjene, bojni Zrinski, koju je formirao bivši pripadnik Legije Miljenko Filipović. Anti Glaviniću i Lučevu bila je zadaća sprovesti praktičnu obuku pripadnika. Po osnivanju 1. hrvatskoga gardijskog zdruga, bojna je postala dijelom Zdruga i Lučev je postao dozapovjednikom. Prošli su većinu bojišta u RH i BiH. Pripremao je i vodio i manje poznate akcije. Nosio je čin brigadira HV. Umro je 2008. godine. Pokopan je uz najviše vojne počasti na mjesnom groblju Laduč pokraj Zaprešića.